# Chacerim
Chacerim (hebrejsky חֲצֵרִים, doslova „Dvory“, v oficiálním přepisu do angličtiny Hazerim, přepisováno též Hatzerim) je vesnice typu kibuc v Izraeli, v Jižním distriktu, v Oblastní radě Bnej Šim'on.

## Geografie
Leží v nadmořské výšce 241 metrů v centrální části pouště Negev. Jde o aridní oblast, která ale díky trvalému zavlažování má místy v okolí kibucu ráz zemědělsky využívané oázy.
Obec se nachází 40 kilometrů od břehu Středozemního moře, cca 92 kilometrů jižně od centra Tel Avivu, cca 77 kilometrů jihozápadně od historického jádra Jeruzalému a 6 kilometrů západně od města Beerševa, do jehož aglomerace spadá. Chacerim obývají Židé, přičemž osídlení v tomto regionu je etnicky převážně židovské. Pouštní oblasti se silným zastoupením arabské (respektive beduínské) populace, leží dále k východu a jihovýchodu. Západně od kibucu se rozkládá velká letecká základna Chacerim.
Chacerim je na dopravní síť napojen pomocí lokální silnice 2357.

## Dějiny
Chacerim byl založen v roce 1946. Vznikl v říjnu 1946 v rámci masivní osidlovací operace 11 bodů v Negevu, kdy bylo během jediného dne zřízeno v jižní části tehdejší mandátní Palestiny jedenáct nových židovských osad. Zakladateli kibucu byla skupina židovské mládeže napojená na skautské hnutí. Tito osadníci pocházeli z již etablovaných kibuců Deganija Alef a Afikim. Doplnila je skupina židovských imigrantů, kteří se do mandátní Palestiny dostali z Íránu. Toto zakladatelské jádro sestávalo z pěti dívek a pětadvaceti chlapců. V prvním roce kolonisté zřídili vodovodní potrubí umožňující dodávky vody z osad Gvar'am a Nir Am. Pouštní krajina v okolí kibucu byla totiž závislá na umělém zavlažování. Celkem zde bylo jen 600 dunamů (60 hektarů) obdělávatelné půdy. Během války za nezávislost v roce 1948 bylo potrubí přerušeno při arabském útoku a vesnice zůstala až do konce války bez vodovodního spojení. Kibuc tehdy odolal hrozbě dobytí egyptskou invazní armádou a naopak se stal opěrným bodem, který izraelská armáda využila při dobytí nedaleké Beerševy.
Původně se osada nazývala Kelta. Název vesnice odkazuje na biblický citát z Knihy Izajáš 42,11: „ať pozvednou svůj hlas, i poušť a její města, dvorce, v nichž sídlí Kédar, ať plesají obyvatelé Sely a výskají z vrcholků hor“ Koncem 40. let měl kibuc 27 obyvatel a rozlohu katastrálního území 3 000 dunamů (3 kilometry čtvereční).
Po válce se obyvatelé kibucu hodlali vrátit k zemědělské kultivaci okolní půdy, ale ani obnovené dodávky vody nezaručily úrodu. Zjistilo se, že půda má příliš vysokou salinitu. Kvůli vyplývajícím ekonomickým potížím část obyvatel kibuc opustila a v roce 1959 zbylí členové zvažovali, že vesnici zcela zruší a přestěhují na vhodnější místo. Postupně se ale rozvíjely agrární metody, které umožnily i ve zdejších půdách provozovat zemědělské hospodaření. V roce 1965 místní populaci posílil příchod skupiny Židů z Argentiny. V roce 1990 byla vesnice vybrána jako cílové místo pro židovské imigranty z Brazílie napojené na hnutí ha-Bonim Dror.
Kibuc neprošel privatizací a udržuje si některé prvky kolektivního hospodaření. Už roku 1978 ale byla zrušena hromadná výchova dětí a obnovena rodinná výchova. Místní ekonomika je orientována na zemědělství (jojoba a produkce mléka), školství a sektor služeb. Část obyvatel za prací dojíždí mimo obec. V obci funguje průmyslová firma Netafim zaměřená na zavlažovací technologie. Vznikla roku 1965 a jde o podnik celostátního významu. Dále tu působí základní škola a ulpan (školící centrum pro nové imigranty).
Kibuc asistoval při založení dvou novějších židovských vesnic, a to Ketura a vesnice v Hebronských horách v lokalitě Har Amasa. Dále se kibuc podílel na vzniku vzdělávacího komplexu Kedma.

## Demografie
Obyvatelstvo kibucu je sekulární. Podle údajů z roku 2014 tvořili naprostou většinu obyvatel v Chacerim Židé (včetně statistické kategorie "ostatní", která zahrnuje nearabské obyvatele židovského původu ale bez formální příslušnosti k židovskému náboženství).
Jde o menší obec vesnického typu s dlouhodobě stagnující populací. K 31. prosinci 2014 zde žilo 771 lidí. Během roku 2014 populace stoupla o 0,3 %.
| Rok            | 1948 | 1961 | 1972 | 1983 | 1995 | 2001 | 2003 | 2004 | 2005 | 2006 | 2007 | 2008 | 2009 | 2010 | 2011 | 2012 | 2013 | 2014 |
| -------------- | ---- | ---- | ---- | ---- | ---- | ---- | ---- | ---- | ---- | ---- | ---- | ---- | ---- | ---- | ---- | ---- | ---- | ---- |
| Počet obyvatel | 93   | 127  | 375  | 603  | 771  | 804  | 799  | 795  | 784  | 786  | 800  | 808  | 744  | 728  | 727  | 773  | 771  | 771  |